# Список воевод России в 1615 году
Царствование: 1613—1645 — Михаил Фёдорович

## Воеводы городовые
| Года      | Город                         | Ф,И,О воеводы                          | Примечания                |
| --------- | ----------------------------- | -------------------------------------- | ------------------------- |
| 1614-1615 | Алатырь                       | Ахамашуков-Черкасский Пётр Иванович    |                           |
| 1615-1616 | Алексин                       | Стрешнев Сергей Степанович             |                           |
| 1614-1616 | Арзамас                       | Бахтеяров-Ростовский Пётр Владимирович | Стольник                  |
| 1615-1616 | Арск                          | Рчинов Игнатий                         |                           |
| 1614-1615 | Астрахань                     | Одоевский Иван Никитич                 | Боярин                    |
| 1615-1620 | Астрахань                     | Хованский Андрей Андреевич             |                           |
| 1615      | Берёзов                       | Биркин Иван Иванович                   |                           |
| 1615-1618 | Берёзов                       | Зюзин Беленица Лаврентьевич            |                           |
| 1614-1615 | Болхов                        | Волынский Степан Иванович              |                           |
| 1615      | Болхов                        | Вельяминов Богдан Андреевич            |                           |
| 1615      | Боровск                       | Лопухин Никита Васильевич              |                           |
| 1615-1616 | Боровск                       | Поливанов Тимофей Григорьевич          |                           |
| 1614-1615 | Брянск                        | Чубаров Алексей Терентьевич            |                           |
| 1615      | Брянск                        | Воейков Пётр Иванович                  |                           |
| 1615      | Бежецкий Верх                 | Годунов Иван                           |                           |
| 1615-1616 | Бежецкий Верх                 | Языков Максим Семёнович                |                           |
| 1615      | Белый                         | Морозов Иван Васильевич                | Стольник                  |
| 1615-1616 | Белый                         | Бутурлин Иван Матвеевич                |                           |
| 1614-1616 | Белгород                      | Дашков Яков Авксентьевич               |                           |
| 1614-1615 | Белёв                         | Долгоруков Михаил Борисович            |                           |
| 1613-1615 | Белоозеро                     | Чихачёв Пётр Иванович                  |                           |
| 1615-1617 | Белоозеро                     | Головин Иван Васильевич                |                           |
| 1614-1615 | Валуйки                       | Киреевский Немир Фёдорович             |                           |
| 1615-1616 | Валуйки                       | Леонтьев Данила Юрьевич                |                           |
| 1615      | Васильсурск                   | Коноплёв Осип                          |                           |
| 1615      | Венёв                         | Волконский Григорий Андреевич          |                           |
| 1615      | Верхотурье                    | Зюзин Беляница Лаврентьевич            | см. Берёзов               |
| 1615-1617 | Верхотурье                    | Плещеев Фёдор Савинович                |                           |
| 1614-1616 | Владимир                      | Пушкин Никита Михайлович               |                           |
| 1614-1615 | Вологда                       | Тёмкин-Ростовский Михаил Григорьевич   |                           |
| 1614-1615 | Волоколамск                   | Тарбеев Тимофей Петрович               |                           |
| 1615-1616 | Воронеж                       | Борятинский Никита Петрович            |                           |
| 1614-1615 | Вязьма                        | Пушкин Гаврила Григорьевич             | Сокольничий               |
| 1615-1616 | Вятка                         | Звенигородский Фёдор Андреевич         |                           |
| 1614-1616 | Галич                         | Куракин Михаил Андреевич               |                           |
| 1615-1617 | Гремячий                      | Кошкин Фёдор Ефимович                  | Осадный голова            |
| 1615-1617 | Данков                        | Хотяинцев Андрей Григорьевич           |                           |
| 1613-1616 | Двинская область              | Пронский Пётр Иванович                 | Стольник                  |
| 1614-1616 | Дмитров                       | Маматов Григорий Григорьевич           |                           |
| 1614-1615 | Дорогобуж                     | Лихарев Никита Парамонович             |                           |
| 1615-1616 | Дорогобуж                     | Вельяминов Никита Дмитриевич           |                           |
| 1614-1615 | Дедилов                       | Леонтьев Пётр Яковлевич                | Осадный голова            |
| 1615-1616 | Елец                          | Салтыков Иван Иванович                 | Стольник                  |
| 1614-1615 | Епифань                       | Гагин Иван Иванович                    | Осадный голова            |
| 1615-1618 | Зарайск                       | Павлов Тимофей Андреевич               |                           |
| 1614-1616 | Изборск                       | Бобров Григорий Степанович             |                           |
| 1614-1615 | Волоколамский монастырь       | Неронов Курака                         | Осадный голова            |
| 1615      | Кадом                         | Болховский Василий Михайлович          |                           |
| 1613-1615 | Казань                        | Воротынский Иван Михайлович            | Боярин                    |
| 1615-1617 | Казань                        | Долгорукий Владимир Тимофеевич         | Боярин                    |
| 1615-1616 | Калуга                        | Долгоруков Даниил Иванович             |                           |
| 1614-1615 | Карачев                       | Лиховидов-Безобразов Елизар Семёнович  |                           |
| 1613-1615 | Каргополь                     | Дашков Иван Андреевич                  |                           |
| 1614-1615 | Касимов                       | Звенигородский Семён Григорьевич       |                           |
| 1614-1615 | Кашин                         | Хлопов Назарий Степанович              |                           |
| 1615-1619 | Кашин                         | Бояшев Фёдор Михайлович                |                           |
| 1614-1616 | Кашира                        | Долгоруков Иван Михайлович             |                           |
| 1614-1621 | Кетский острог                | Елизаров Григорий Фёдорович            |                           |
| 1615-1616 | Кирилло-белозерский монастырь | Чудинов-Окинфов Григорий Петрович      |                           |
| 1615-1616 | Козельск                      | Хомяков Павел Никитич                  |                           |
| 1615      | Козьмодемьянск                | Болховский Иван Фёдорович              |                           |
| 1615-1618 | Кокшайск                      | Огарёв Иван Нелюбов                    |                           |
| 1615-1616 | Коломна                       | Звенигородский Василий Андреевич       |                           |
| 1614-1615 | Кострома                      | Колычев Андрей Семёнович               |                           |
| 1615-1618 | Кострома                      | Хилков Иван Васильевич                 | Стольник                  |
| 1614-1615 | Курмыш                        | Урусов Иван Васильевич                 |                           |
| 1615      | Курмыш                        | Образцов Иван Васильевич               |                           |
| 1614-1616 | Курск                         | Татищев Юрий Игнатьевич                | Стольник                  |
| 1615-1616 | Лаишев                        | Щукин Афанасий                         |                           |
| 1615-1616 | Лебедянь                      | Сомов Никита Иванович                  |                           |
| 1614-1616 | Ливны                         | Михнев Игнатий Истомин                 |                           |
| 1615-1617 | Лихвин                        | Стрешнев Фёдор Степанович              |                           |
| 1615-1616 | Лух                           | Загряжский Алексей Фёдорович           |                           |
| 1615      | Малмыж                        | Горихвостов Иван                       |                           |
| 1613-1615 | Мангазея                      | Новокщенов Иван Афанасьевич            |                           |
| 1615-1617 | Мангазея                      | Биркин Иван Иванович                   |                           |
| 1615-1616 | Мещовск                       | Стрешнев Илья Афанасьевич              | Осадный голова            |
| 1614-1616 | Михайлов                      | Ляпунов Владимир Прокофьевич           |                           |
| 1614-1616 | Можайск                       | Замыцкий Иван Андреевич                |                           |
| 1615-1616 | Муром                         | Полев Богдан Иванович                  |                           |
| 1615-1616 | Мценск                        | Рагозин Фёдор                          | Осадный голова            |
| 1614-1622 | Нарымский острог              | Хомяков-Языков Иван Петрович           |                           |
| 1614-1615 | Невель                        | Гагарин Семён Никитич                  |                           |
| 1613-1616 | Нижний Новгород               | Бахтеяров-Ростовский Владимир Иванович | Боярин                    |
| 1615      | Новгород-Северский            | Борятинский Михаил Петрович            |                           |
| 1615-1616 | Новгород-Северский            | Волынский Фёдор Васильевич             | Стольник                  |
| 1615      | Одоев                         | Панин Никита                           |                           |
| 1614-1618 | Опочка                        | Бороздин Иван Семёнович                | В другом акте: васильевич |
| 1615      | Орёл                          | Яблочков Даниил Пятого                 |                           |
| 1614-1616 | Осташков                      | Кокорев Борис Иванович                 |                           |
| 1615-1619 | Пелым                         | Вельяминов Иван Яковлевич              |                           |
| 1615      | Перемышль                     | Глебов Семён Фёдорович                 |                           |
| 1614-1616 | Переславль-Залесский          | Мезоцкий Никита Михайлович             | Стольник                  |
| 1615-1616 | Рязань                        | Борятинский Фёдор Петрович             |                           |
| 1614-1617 | Соликамск                     | Волков Лев Ильич                       |                           |
| 1615-1617 | Погорелое городище            | Пусторослев Андрей Фёдорович           |                           |
| 1615      | Пошехонье                     | Ухтомский Дмитрий                      |                           |
| 1615-1616 | Пронск                        | Есипов Андрей Дмитриевич               |                           |
| 1615-1616 | Псков                         | Морозов Василий Петрович               | Боярин                    |
| 1614-1616 | Путивль                       | Коробьин Василий Григорьевич           |                           |
| 1615-1616 | Ржев                          | Образцов Григорий Фёдорович            |                           |
| 1614-1617 | Романов                       | Трусов Андрей Григорьевич              |                           |
| 1614-1618 | Ростов                        | Нагово Андрей Александрович            | Боярин                    |
| 1615      | Рыльск                        | Львов Алексей Михайлович               |                           |
| 1615-1616 | Ряжск                         | Чубаров Алексей Терентьевич            |                           |
| 1615      | Самара                        | Белосельский Михаил Васильевич         |                           |
| 1615-1618 | Самара                        | Вельяминов Фёдор Тулупов               |                           |
| 1615      | Сапожок                       | Волконский Иван Андреевич              |                           |
| 1615-1616 | Свияжск                       | Елецкий Фёдор Андреевич                |                           |
| 1615-1616 | Себеж                         | Усов Андрей Васильевич                 |                           |
| 1614-1615 | Серпухов                      | Мосальский Иван Данилович              |                           |
| 1615      | Силикамск                     | Лачинов Иев                            |                           |
| 1614-1615 | Старица                       | Гагарин Никита Никитич                 |                           |
| 1614-1615 | Стародуб                      | Волконский Пётр Андреевич              |                           |
| 1615-1616 | Стародуб                      | Засекин Иван Петрович                  |                           |
| 1615-1616 | Старый Оскол                  | Оладьин Денис Григорьевич              |                           |
| 1614-1615 | Суздаль                       | Щелкалов Иван Васильевич               |                           |
| 1614-1615 | Сургут                        | Корсаков Елизарий Фомич                |                           |
| 1615-1619 | Сургут                        | Вельяминов Гавриил Григорьевич         |                           |
| 1613-1615 | Тара                          | Годунов Иван Михайлович                |                           |
| 1615-1619 | Тара                          | Воронцов-Вельяминов Кирилл Семёнович   |                           |
| 1615      | Таруса                        | Дашков Игнатий Денисович               |                           |
| 1614-1616 | Тверь                         | Янов Фёдор Осипович                    |                           |
| 1615      | Темников                      | Бобрищев-Пушкин Фёдор Васильевич       |                           |
| 1615      | Терки                         | Приклонский Пётр Суслов                |                           |
| 1615-1616 | Тетюши                        | Уваров Фёдор Владимирович              |                           |
| 1614-1616 | Тихвин                        | Неплюев Василий Фёдорович              |                           |
| 1613-1615 | Тобольск                      | Буйносов-Ростовский Иван Петрович      | Кравчий                   |
| 1615-1620 | Тобольск                      | Куракин Иван Семёнович                 | Боярин                    |
| 1615-1616 | Томск                         | Хрипунов Гавриил Юдич                  |                           |
| 1614-1616 | Торжок                        | Наумов Иван Фёдорович                  |                           |
| 1615-1616 | Торопец                       | Хилков Андрей Васильевич               |                           |
| 1614-1615 | Тула                          | Глазун-Плещеев Григорий Андреевич      | Стольник                  |
| 1614-1615 | Туринск                       | Желябужский Пётр Григорьевич           |                           |
| 1615-1617 | Туринск                       | Вельяминов Даниил Афанасьевич          |                           |
| 1608-1615 | Тюмень                        | Годунов Матвей Михайлович              | Боярин                    |
| 1615-1618 | Тюмень                        | Коркодинов Фёдор Семёнович             |                           |
| 1615-1617 | Углич                         | Волконский Иван Фёдорович              |                           |
| 1615      | Уржум                         | Воробин Никита Дмитроиевич             |                           |
| 1615      | Уфа                           | Елецкий Фёдор Андреевич                | Стольник                  |
| 1614-1615 | Царёвококшайск                | Волынский Пётр Васильевич              | Стольник                  |
| 1615      | Царёвосанчурск                | Аладьин Никита Васильевич              |                           |
| 1615-1616 | Царицын                       | Соловцов Мисюр                         |                           |
| 1615      | Цывильск                      | Бибиков Никифор Семёнович              |                           |
| 1615-1620 | Чебоксары                     | Чоглоков Александр Игнатьевич          |                           |
| 1615-1616 | Чернь                         | Заболоцкий Богдан Васильевич           |                           |
| 1614-1615 | Шацк                          | Бутурлин Василий Матвеевич             | Стольник                  |
| 1615      | Ядрин                         | Воробин Иван Дмитриевич                |                           |
| 1615      | Яранск                        | Облязов Терюшной Леонтьев              |                           |
| 1615-1616 | Яренск                        | Поленов Алексей                        |                           |
| 1615      | Ярославец Малой               | Булгаков Василий                       | Осадный голова            |
| 1614-1616 | Ярославль                     | Тюменский Василий Агишевич             |                           |